# فرودگاه بین‌المللی یانگون
فرودگاه بین‌المللی یانگون  (به انگلیسی: Yangon International Airport) (به زبان بومی: ရန္ကုန္အၿပည္ၿပည္ဆိုင္ရာေလဆိပ္) یک فرودگاه همگانی  با کد یاتا RGN است که یک باند فرود آسفالت دارد و طول باند آن ۳۴۱۴ متر است. این فرودگاه در شهر یانگون کشور میانمار قرار دارد و در ارتفاع ۳۳ متری از سطح دریا واقع شده‌است.

## نگارخانه

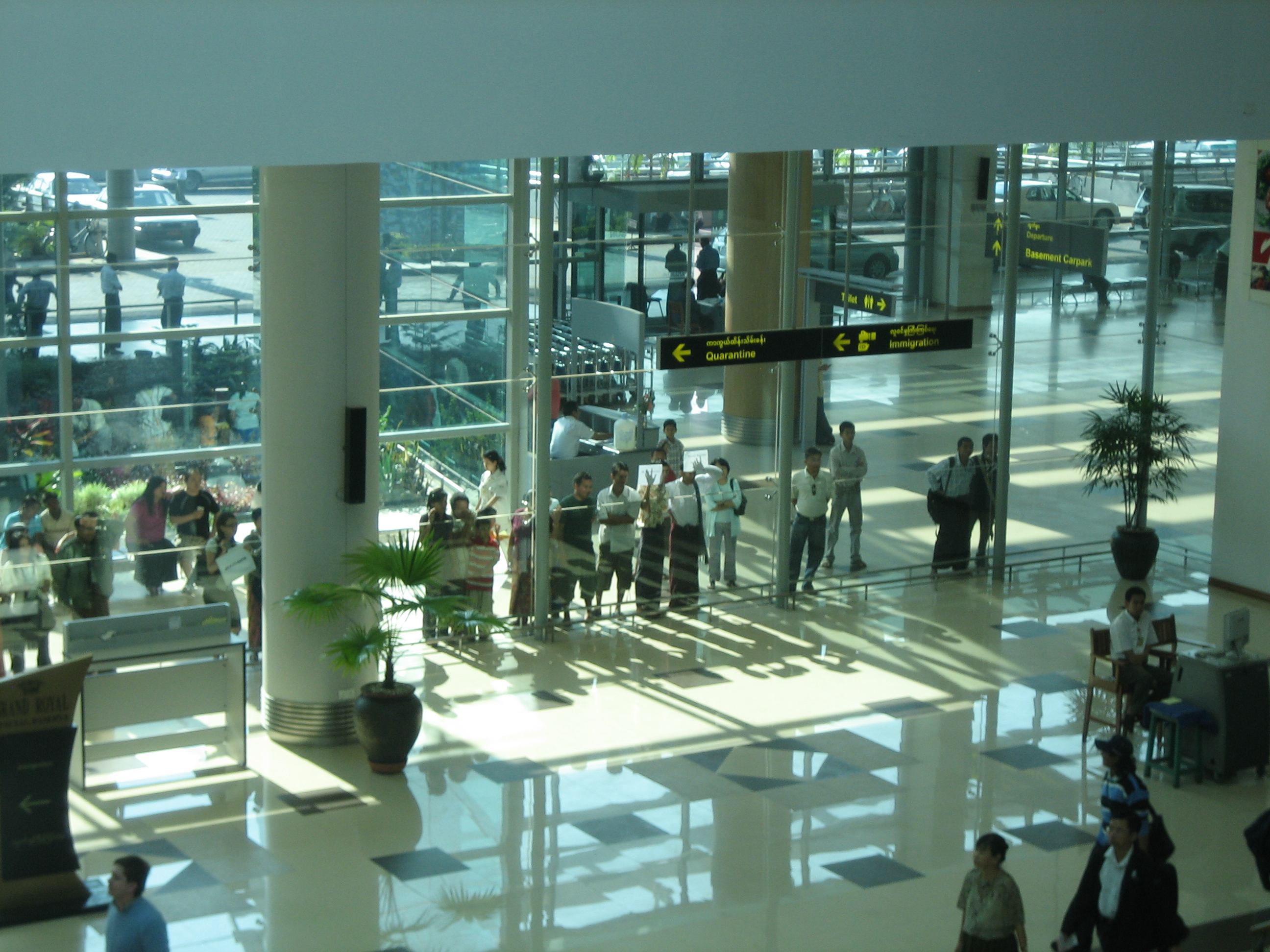
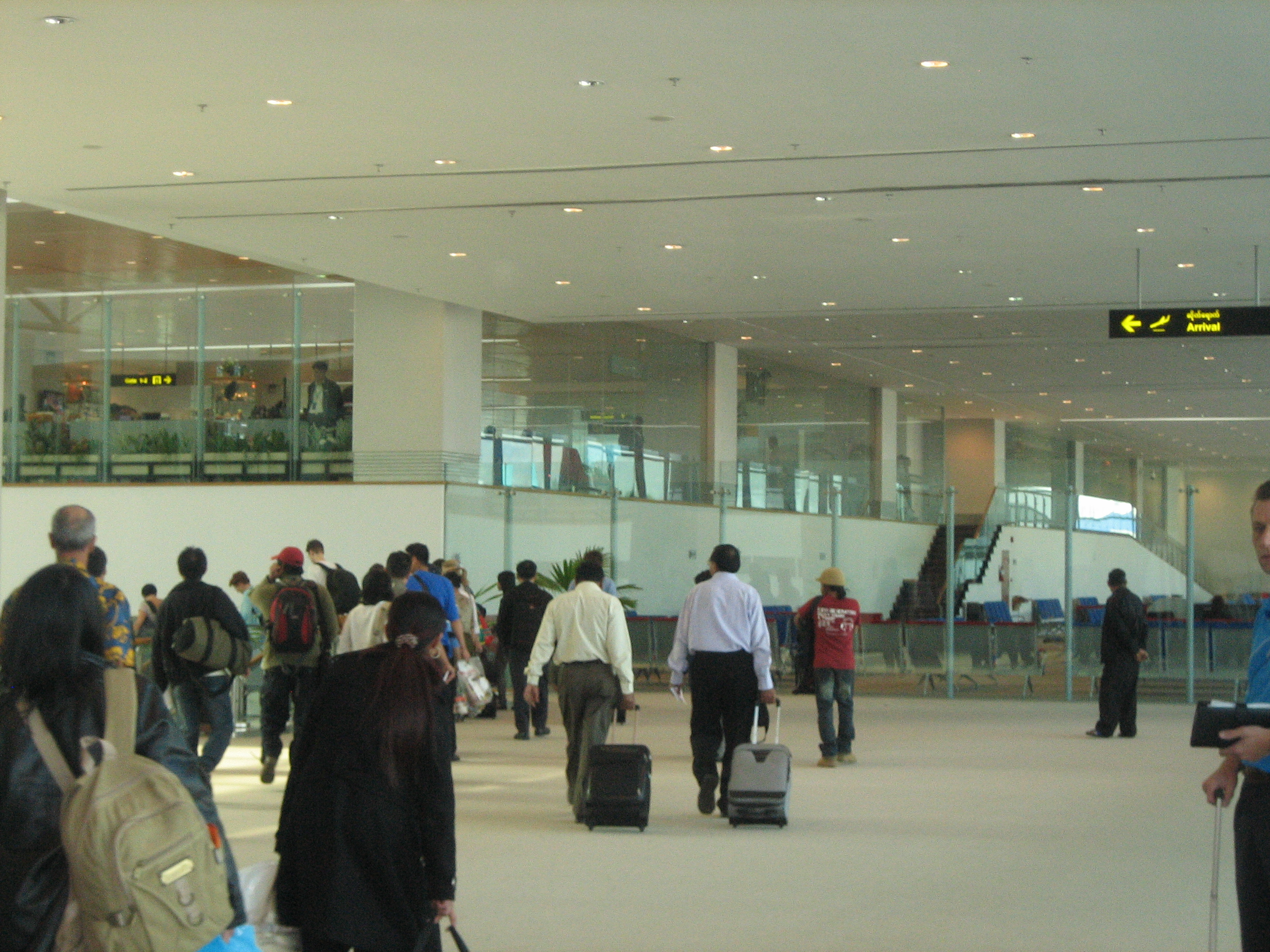

## شرکت‌های هواپیمایی و مقصدهای پروازی
| شرکت‌های هواپیمایی         | مقصدهای پروازی |
| ------------------------- | --- |
| ایرآسیا                   | کوالالامپور |
| ایر چاینا                 | پکن، کونمینگ چانگشوی |
| ایر ایندیا                | ایندیرا گاندی، گایا، نتاجی سبهاش چندر بوس |
| Air KBZ                   | نیانگ ایو، چیانگ مای، داوی، هه‌هو، کالایمیو، کاوتونگ، کنگتونگ، لاشیو، ماندالای، مییتکیینا، نایپیداو، سیتو، تاندوه |
| Air Mandalay              | نیانگ ایو، هه‌هو، ماندالای، مییتکیینا، سیتو، تاچیلک |
| آل نیپون ایرویز           | ناریتا |
| Asian Wings Airways       | نیانگ ایو، داوی، هه‌هو، کاوتونگ، کنگتونگ، ماندالای، مییک، تاچیلک |
| APEX Airlines             | داوی، کاوتونگ، مییک، نایپیداو |
| بانکوک ایرویز             | سووارنابومی، چیانگ مای |
| باساکا ایر                | چارتر: پنوم‌پن |
| بیمان بنگلادش ایرلاینز    | شاه‌جلال |
| دراگون‌ایر                 | هنگ کنگ |
| چاینا ایرلاینز            | تائویوان تایوان |
| هواپیمایی شرقی چین        | کونمینگ چانگشوی، نانینگ ووژو |
| هواپیمایی جنوبی چین       | بایون گوآنگجو |
| هواپیمایی امارات          | دوبی، پنوم‌پن |
| FMI Air                   | نیانگ ایو، هه‌هو، کیاوکپیو، ماندالای، نایپیداو، سیتو |
| Golden Myanmar Airlines   | نیانگ ایو، هه‌هو، ماندالای، نایپیداو، تاندوه |
| Himalaya Airlines         | تریبهوان |
| Jetstar Asia Airways      | چانگی سنگاپور |
| کورین ایر                 | اینچئون |
| Mann Yatanarpon Airlines  | ماندالای، نیانگ ایو، هه‌هو، تاندوه، کنگتونگ، تاچیلک، مییتکیینا |
| مالزی ایرلاینز            | کوالالامپور |
| مالیندو ایر               | کوالالامپور |
| میانمار ایرویز اینترنشنال | سووارنابومی، بایون گوآنگجو، کوالالامپور، نتاجی سبهاش چندر بوس، ماندالای، چانگی سنگاپور |
| Myanmar National Airlines | سووارنابومی، چیانگ مای، داوی، هه‌هو، هنگ کنگ، کاوتونگ، کیاوکپیو، خمتی، کنگتونگ، لوئی‌کائو، لاشیو، ماندالای، ماولامیاینگ، مییک، مییتکیینا، نایپیداو، نیانگ ایو، پاتین، پوتائو، چانگی سنگاپور، سیتو، تاچیلک، تاندوه چارتر فصلی: گایا |
| Nok Air                   | دن موئنگ |
| نوووایر                   | شاه‌جلال |
| هواپیمایی قطر             | حمد |
| Scoot                     | چانگی سنگاپور |
| سیلک‌ایر                   | چانگی سنگاپور |
| سنگاپور ایرلاینز          | چانگی سنگاپور |
| تای ایرآسیا               | دن موئنگ |
| تای ایرویز اینترنشنال     | سووارنابومی |
| Thai Lion Air             | دن موئنگ |
| Thai Smile                | سووارنابومی |
| ویت‌جت ایر                 | نوا به (آغاز از ۳۱ اوت ۲۰۱۷)، تان سون نهات |
| ویتنام ایرلاینز           | نوا به، تان سون نهات |
| Yangon Airways            | نیانگ ایو، داوی، هه‌هو، کنگتونگ، ماندالای، مییک، مییتکیینا، نایپیداو، تاچیلک |